# تارهووو
تارهووو (به بلغاری: Tarhovo) یک منطقهٔ مسکونی در بلغارستان است که در سولیوو واقع شده‌است.